# Estádio Eládio de Barros Carvalho
Het Estádio Eládio de Barros Carvalho is een multifunctioneel stadion in de Braziliaanse stad Recife. Het is ook bekend onder de naam Estádio dos Aflitos, vanwege de naam van de wijk Aflitos waarin het ligt. Het wordt vooral gebruikt voor voetbalwedstrijden en is de thuisbasis van voetbalclub Clube Náutico Capibaribe. Het is vernoemd naar Eládio de Barros Carvalho, voorzitter van de club van 1948 tot 1954 en van 1957 tot 1963. Er is plaats voor 22.856 toeschouwers. Het stadion werd geopend op 25 juni 1939 en gerenoveerd in 2002 en 2018.

## Start
In 1917 kocht de Liga Sportiva Pernambucana grond aan in Aflitos om voetbalwedstrijden van het Campeonato Pernambucano te kunnen spelen. De eerste wedstrijd was op 8 april, tussen Sport Recife en Paulista (4-1). Tegen het eind van het jaar werd de grond overgenomen door Náutico voor 250.000 réis voor vier jaar en het hoofdkwartier werd verplaatst van het centrum van Recife naar Aflitos. In 1921 werd de club eigenaar die enkele verbeteringen aanbracht. In de jaren 1930 werd begonnen met de bouw van de tribunes (staanplaatsen), waarmee het een stadion werd. Op 25 juni 1939 werd het stadion officieel geopend. De openingswedstrijd werd dezelfde dag gespeeld tussen Náutico en Sport Recife (5-2).

## Aanpassingen
In de jaren 1940 werd het stadion stukje bij beetje aangepast en uitgebreid met bijvoorbeeld lichtmasten in 1941. Tussen 1953 (toen het zijn huidige naam kreeg) en 1996 zou het min of meer dezelfde vorm houden, al waren er diverse plannen voor nieuwbouw. Zo was er in de jaren 1970 een plan om een groots nieuw stadion te bouwen in de wijk Guabiraba en in de jaren 1980 een plan voor een grondige renovatie met nieuwe tribunes. Deze plannen zouden uiteindelijk grotendeels in de la blijven liggen, tot in 1995 alsnog tot een grondige renovatie werd besloten. Het aantal wedstrijden in dit stadion nam in deze jaren sterk af. De renovatie duurde van 1996 tot 2002. De basis was een plan van architect Múcio Jucá. De capaciteit werd aangepast - al was die met 22.856 lager dan de 34.000 die eerder was gepland, vanwege nieuw opgelegde standaarden.

## Verval en nieuw leven
In de aanloop naar het Wereldkampioenschap voetbal 2014 werden veel nieuwe stadions gebouwd, waardoor de concurrentie tussen de stadions toenam. In 2013 zei Náutico het stadion vaarwel toen het een langdurig contract tekende om te spelen in de Arena de Pernambuco.
Tussen 2013 en 2016 werd het stadion gebruikt door de Recife Mariners, een American footballteam, tot deze club verhuisde naar de Arena de Pernambuco in São Lourenço da Mata. In 2015 speelde ook América de Pernambuco in het stadion, maar dit team verhuisde naar Paulista. Hierna werd het stadion vooral gebruikt voor kleinere evenementen en deels verwaarloosd omdat het waarschijnlijk gesloopt zou worden om plaats te maken voor een winkelcentrum.
In 2016 werd besloten om toch te proberen het stadion nieuw leven in te blazen. Een nieuwe renovatie werd begonnen, waarbij ook een beter verdienmodel werd beoogd. Zo werden meer voedselvoorzieningen aangebracht, een winkelcentrum toegevoegd en ruimte voor de media uitgebreid. In 2017 werd een nieuwe investeerder gevonden en werden de werkzaamheden versneld. Acht maanden later dan gepland werd het stadion op 16 december 2018 geopend met een vriendschappelijke wedstrijd tussen Náutico en CA Newell's Old Boys (1-0).